# Lioplax talquinensis
Lioplax talquinensis är en snäckart som beskrevs av Anna Murray Vail 1979. Lioplax talquinensis ingår i släktet Lioplax och familjen sumpsnäckor. Inga underarter finns listade i Catalogue of Life.